# Enemésio Ângelo Lazzaris
Enemésio Ângelo Lazzaris FDP (ur. 19 grudnia 1948 w Siderópolis, zm. 2 lutego 2020 w Araguaína) – brazylijski duchowny rzymskokatolicki, w latach 2008–2020 biskup Balsas.

## Życiorys
Święcenia kapłańskie przyjął 26 lipca 1975 w zgromadzeniu orionistów. Pracował przede wszystkim w parafiach i kolegiach zakonnych prowincji północnobrazylijskiej. W latach 1998–2004 był przełożonym tejże prowincji, zaś w latach 2004-2007 pełnił urząd wikariusza generalnego orionistów.
Mianowany biskupem Balsas 12 grudnia 2007 roku, przyjął sakrę biskupią 29 marca następnego roku z rąk abp. José Belisário da Silva. W latach 2011–2015 był członkiem Episkopalnej Komisji Duszpasterskiej ds. Miłosierdzia, Sprawiedliwości i Pokoju, w latach 2012–2016 pracował w grupie roboczej ds. zwalczania pracy niewolniczej. W latach 2012 –2018 pełnił funkcję przewodniczącego Komisji Duszpasterskiej oraz był pierwszym przewodniczącym Specjalnej Komisji ds. przeciwdziałania handlowi ludźmi.
Zmarł w Araguaína 2 lutego 2020.